# Sint-Jozefkerk (Gooreind)

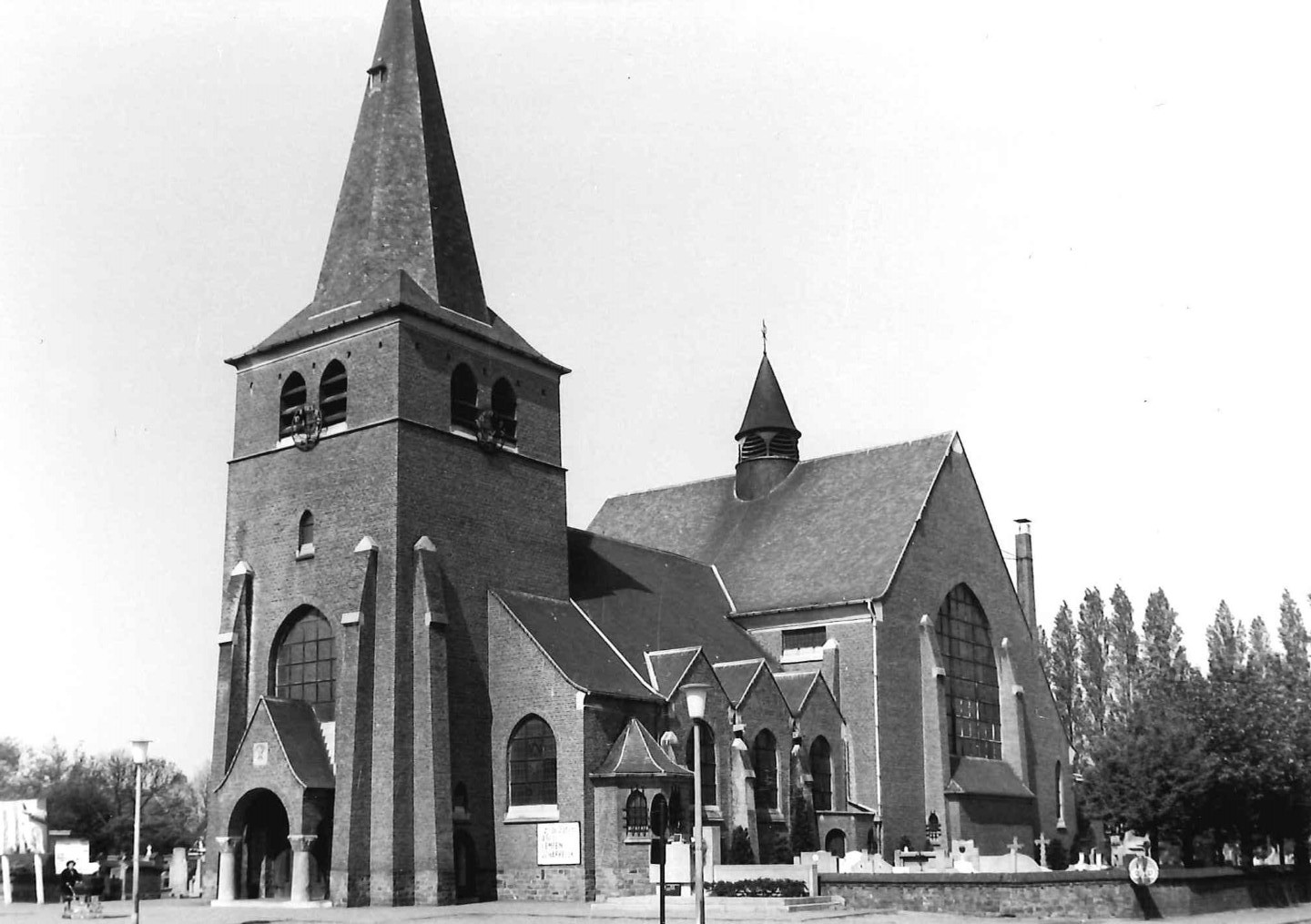
Sint-Jozefkerk

De Sint-Jozefkerk is een parochiekerk in Gooreind, een dorp in Wuustwezel, gelegen aan de Kerkplaats.

## Geschiedenis
De eerste kerk, ontworpen door architect Eugeen Gife, werd gebouwd tussen 1866 en 1869, maar die werd al snel te klein.
Een nieuwe en grotere werd tussen 1936 en 1939 opgetrokken naar het ontwerp van de Borgerhoutse architect Jef Huygh. Zij werd door kardinaal Van Roey ingewijd op 2 mei 1939.